# Der Macher
Der Macher (auch Herr Mercadet, auch Der Spekulant, auch Mercadet oder Warten auf Godeau), im Original Mercadet le faiseur (Honoré de Balzac), ist ein Schauspiel in fünf Akten von Honoré de Balzac, deutsche Übersetzung Roland Bischoff, Neuübersetzung von Erika Tophoven aus dem Jahre 2016.

## Inhalt
In dem Stück wollen Mercadet und seine Frau Adeline die Tochter Julie verheiraten. Einer der Kandidaten hat es auf Madame abgesehen. Währenddessen spekuliert Mercadet, geplagt von seinen Gläubigern, mit dem Geld anderer.

## Hintergrund
Das 1838 bis 1840 geschriebene Stück wird erst 1851, ein Jahr nach dem Tode Balzacs, am Théâtre du Gymnase mit Jean-Marie Geoffroy in der Titelrolle uraufgeführt. Mit Erfolg übernimmt die Comédie-Française das Stück 1868 in sein Repertoire.

## Verfilmungen
- André Hugon verfilmte den Stoff 1936 als Le Faiseur; in Deutschland lautete der Titel Wir haben alle Schulden, in Österreich Mercadet, in den USA Mercadet.[6]
- Richard Oswald verfilmte den Stoff 1949 als The Lovable Cheat.

## Theateraufführungen in Deutschland
- 1947–1950: Theater am Schiffbauerdamm – Regie: Heinrich Goertz (mit Klaus Herm als Buchhalter Adolphe Minard) – unter dem Titel Der Spekulant[7]
- 12. April 2018 (Uraufführung der Neuübersetzung von Erika Tophoven): Badische Landesbühne, Bruchsal – unter dem Titel Mercadet oder Warten auf Godeau[8]
- 16. Mai 2020 (entfallen, Ersatztermin wird bekannt gegeben): Theater Eisleben – unter dem Titel Der Macher (Le faiseur)[9]

## Hörspiele
- 1949: Der Spekulant  – Regie: Carl Nagel (mit Wolf Kaiser in der Titelrolle und Thankmar Herzig als Buchhalter Adolphe Minard) (MDR)[10]
- 1950: Der Spekulant  – (Regisseur und Sprecher sind nicht bekannt) (Radio Saarbrücken)[11]
- 1950: Der Spekulant  – Regie: Ludwig Cremer (mit Bernhard Minetti in der Titelrolle) (Nordwestdeutscher Rundfunk)[1]